# Islamabad
Islamabad (Urdu: اسلام آباد, Thành phố ở của Hồi giáo), là thủ đô của Pakistan, tọa lạc tại cao nguyên Potohar ở Tây-Bắc Pakistan, trong Lãnh thổ thủ đô Islamabad, dù khu vực này trong lịch sử là một phần của giao lộ của vùng Punjab và Tỉnh Biên Giới Tây-Bắc đèo (đồi Margalla là một cửa ngõ lịch sử đến Tỉnh Biên Giới Tây Bắc và Cao nguyên Potwar là một phần của Punjab). Islamabad có tọa độ 33°40′B 73°10′Đ / 33,667°B 73,167°Đ. Thành phố này được xây những năm 1960 để thay thế Karachi làm thủ đô của Pakistan. một hãng kiến trúc Hy Lạp là Doxiadis Associates, đã phác họa quy hoạch tổng thể, hình tam giác dựa trên một mạng lưới với đỉnh là các đồi Margala. Rawalpindi được xem là thành phố chị em do hai thành phố này gần nhau.
Islamabad được thành lập vào thập niên 1960, sau đó đóng vai trò là thủ đô của Pakistan, thay thế cho thủ đô cũ Karachi. Kể từ khi thành lập, Islamabad liên tục thu hút nhiều dân cư trên khắp lãnh thổ Pakistan, khiến cho thành phố trở thành một trong những vùng hiện đại nhất của quốc gia này.
Islamabad là một thành phố hiện đại, quy hoạch và tổ chức chỉnh tề, chia ra các phân khu theo chức năng như: ngoại giao, thương mại, giáo dục. Thành phố có Nhà thờ Hồi Giáo Faisal nổi tiếng với kiến trúc và tầm vóc của nó.

## Lịch sử

### Cổ đại
Islamabad tọa lạc tại một vùng đất mà các nhà khảo cổ cho rằng nơi đây là một trong những nơi con người sinh sống đầu tiên tại châu Á. Người ta đã tìm thấy những dấu vết của thời kỳ đồ đá cách đây 100.000 đến 500.000 năm trên lãnh thổ của Islamabad ngày nay. Ngoài ra, những vật dụng bằng gốm cũng đã được khai quật. Trong suốt quá trình lịch sử, vùng đất này từng bị nhiều vị tướng từ các thế lực ngoại bang xâm chiếm, như Babur (Mogul), Thành Cát Tư Hãn (Mông Cổ) và Timur (Ba Tư).

### Xây dựng thành phố
Năm 1849, thực dân Anh xâm chiếm Pakistan và tiến hành xây dựng một khu dân cư ở Islamabad. Năm 1947, Pakistan dành độc lập từ tay thực dân Anh và ban đầu chọn Karachi làm thủ đô. Đến thập niên 1960, chính quyền Pakistan bắt đầu xây dựng thủ đô mới ở Islamabad. Lý do một phần là do Karachi tọa lạc tại ven biển phía Nam của Pakistan, gần biển Ả Rập và có khí hậu nhiệt đới, do đó rất dễ hứng chịu các cơn bão nhiệt đới. Hơn nữa, vị trí của Islamabad lại nằm gần căn cứ quân sự ở Rawalpindi gần khu vực Kashmir đang tranh chấp với Ấn Độ.

## Thành phố kết nghĩa
- Venezia, Ý (1960)
- Ankara, Thổ Nhĩ Kỳ (1982)
- Amman, Jordan (1989)
- Bắc Kinh, Trung Quốc (1993)
- Seoul, Hàn Quốc (2008)
- Madrid, Tây Ban Nha (2010)
- Jakarta, Indonesia (2010)